# Zonsverduistering van 5 december 2048

Animatie zonsverduistering
op 5 december 2048

De totale zonsverduistering van 5 december 2048 trekt veel over zee, maar is achtereenvolgens te zien in deze vijf landen: Chili, Argentinië, Tristan da Cunha, Namibië en Botswana.

## Lengte

### Maximum
Het punt met maximale totaliteit ligt op zee, ver van enig land en duurt 3 minuten en 27,6 seconden.

### Limieten
| Fenomeen                    | Code | Tijdstip UTC |
| --------------------------- | ---- | ------------ |
| Eerste contact bijschaduw   | P1   | 13:00:02.6   |
| Eerste contact kernschaduw  | U1   | 13:58:05.3   |
| Kernschaduw compleet vanaf  | U2   | 13:59:42.0   |
| Bijschaduw compleet vanaf   | P2   | 15:09:55.2   |
| Maximum eclips              | GE   | 15:33:41.5   |
| Bijschaduw compleet t/m     | P3   | 15:57:26.9   |
| Kernschaduw compleet t/m    | U3   | 17:07:39.4   |
| Laatste contact kernschaduw | U4   | 17:09:17.8   |
| Laatste contact bijschaduw  | P4   | 18:07:18.3   |